# Hadagali, Hungund
Hadagali là một làng thuộc tehsil Hungund, huyện Bagalkot, bang Karnataka, Ấn Độ.